# موریس ژوبر

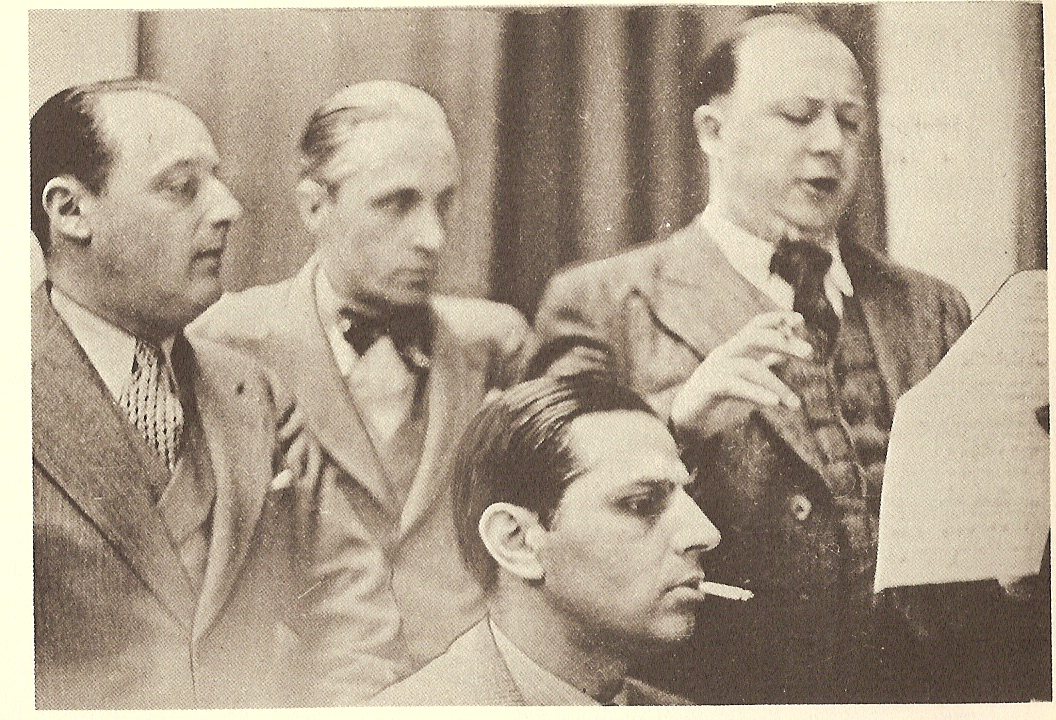
موریس ژوبر (نشسته پشت پیانو ۱۹۳۷)

موریس ژوبر (فرانسوی: Maurice Jaubert‎) (زاده نیس در ۳ ژانویهٔ ۱۹۰۰ - درگذشته ۱۹ ژوئن ۱۹۴۰) آهنگساز تئاتر و فیلم در سبک رئالیسم شاعرانه و «رهبر ارکستر» اهل فرانسه بود.

## زندگی‌نامه
پیش از آن که خود را کاملاً وقف موسیقی کند، وکیل بود. در «پاته سینما» رئیس موسیقی شد و با رنه کلر، ژولین دوویویه، ژان ویگو، ژان ژیرودو و مارسل کارنه همکاری می‌کرد.
در ۱۹ ژوئن ۱۹۴۰ در زمان جنگ جهانی دوم در نزدیک باکارا کشته شد و در «گورستان مون‌مارتر» به خاک سپرده شد.

## آثار
کارهای اصلی
- اپرای مجلسی «قاچاق»
- بالهٔ «روز»
- بالاد و سوییت فرانسوی برای ارکستر با اقتباس از (پگی)

موسیقی فیلم
- نانا (۱۹۲۶)
- نمره اخلاق، صفر (۱۹۳۳)
- اسکله مه آلود (۱۹۳۸)
- آخرین میلیاردر
- سرگذشت آدل ه. (۱۹۷۵)